# Teleiodes albidorsella
Teleiodes albidorsella é uma espécie de insetos lepidópteros, mais especificamente de traças, pertencente à família Gelechiidae.
A autoridade científica da espécie é Huemer & Karsholt, tendo sido descrita no ano de 1999.
Trata-se de uma espécie presente no território português.